# Astralis
Astralis is een Deense e-sportclub uit Kopenhagen.

## Geschiedenis
Astralis werd opgericht in januari 2016 door leden van Team Question Mark nadat zij Team SoloMid verlieten. Het team ontving een investering van Sunstone Capital en de Deense ondernemer Tommy Ahlers. De organisatie is eigendom van RFRSH Entertainment.
Oprichter Rene Borg maakte op 19 mei 2016 de overstap naar Team Dignitas. Op 19 oktober 2016 werd Finn Andersen verkocht aan FaZe Clan. Hij werd vervangen door de 16-jarige Anton Pedersen, die in de overgebleven wedstrijden van de ESL Pro League speelde.
Markus Kjærbye werd door zijn plotselinge vertrek in februari 2018 vervangen door de 19-jarige Emil Reif. Deze wissel was het begin van een succesvolle periode voor het team. In 2018 kwam Astralis op de eerste plek in de wereldranglijsten.

## Opstellingen

### Counter Strike: Global Offensive
| Nationaliteit | Naam                     | ID     | Rol            |
| ------------- | ------------------------ | ------ | -------------- |
| Denemarken    | Nicolai Reedtz           | dev1ce | AWP            |
| Denemarken    | Christian Andersen       | Buzz   | Rifle          |
| Denemarken    | Victor Staehr            | Staehr | Rifle          |
| Denemarken    | Benjamin Bremer          | blameF | In-Game Leider |
| Denemarken    | Johannes Borup           | b0RUP  | Rifle          |
| Denemarken    | Peter Toftbo Ardenskjold | casle  | Coach          |

### FIFA
| Nationaliteit | Naam                            | ID      |
| ------------- | ------------------------------- | ------- |
| Israël        | Roee Feldman                    | Feldman |
| Brazilië      | Stephanie Luana da Silva Santos | Teca    |
| Denemarken    | Fatih Üstün                     | Üstün   |
| Denemarken    | August Rosenmeier               | Agge    |

### League of Legends
| Nationaliteit       | Naam                | ID       |
| ------------------- | ------------------- | -------- |
| Verenigd Koninkrijk | Barney Morris       | Alphari  |
| Roemenië            | Andrei Dragomir     | Xerxe    |
| Noorwegen           | Erlend Våtevik Holm | Nukeduck |
| Duitsland           | Elias Lipp          | Upset    |
| Polen               | Jakub Skurzyński    | Jactroll |

## Resultaten
| Plek         | Evenement                        | Jaar |
| ------------ | -------------------------------- | ---- |
| Halve Finale | MLG Major Championship: Columbus | 2016 |
| Kwart finale | ESL One Keulen                   | 2016 |
| 1e           | ECS Season 2 Finale              | 2016 |
| 1e           | ELEAGUE Major                    | 2017 |
| 1e           | Intel Extreme Masters XI         | 2017 |
| halve finale | IEM Sydney                       | 2017 |
| halve finale | PGL Major Krakau                 | 2017 |
| 1e           | DreamHack Masters Marseille      | 2018 |
| 2e           | IEM Sydney                       | 2018 |
| 1e           | ESL Pro League Season 7          | 2018 |
| 1e           | ECS Season 5 Finals              | 2018 |
| Halve finale | ESL One Keulen                   | 2018 |
| 1e           | ESL Pro League Season 8          | 2018 |
| 1e           | BLAST Pro Series Lissabon        | 2018 |
| 1e           | FACEIT Major: Londen             | 2018 |
| 1e           | ELEAGUE CS:GO Premier            | 2018 |
| 1e           | IEM Katowice Major               | 2019 |
| 1e           | StarLadder Berlin Major          | 2019 |

bron